# خالد أحمد محمد
خالد أحمد محمد (مواليد 12 أغسطس 1976 في المنامة) رامي بحريني. تم اختياره للمنافسة لصالح البحرين في الرماية بالمسدس في دورة الألعاب الأولمبية الصيفية 2004 وفي ثلاث نسخ من دورة الألعاب الآسيوية (2002-2010).
تأهل خالد راميا وحيدا للمنتخب المجري في مسدس الهواء 10 متر رجال في دورة الألعاب الأولمبية الصيفية لعام 2004 في أثينا. على الرغم من فشله في الدورة إلا أن خالد قبل دعوة المشاركة المتأخرة من قبل الاتحاد الدولي للرماية لتحقيق رقم يقل عن 565 الذي حققه في لقاء كأس العالم للرماية في زغرب بكرواتيا العام السابق. أطلق خالد 553 من أصل 600 طلقة ممكنة ليحل في المركز الخامس والأربعين من أصل سبعة وأربعين رامي وبالتالي لم يتأهل إلى النهائي.

## روابط خارجية
- خالد أحمد محمد على موقع الاتحاد الدولي (الإنجليزية)
- خالد أحمد محمد على موقع أوليمبيديا (الإنجليزية)